# 3R

リサイクルのロゴ

3R（スリーアール、さんアール）とは、以下の3つの語の頭文字をとった言葉で、環境配慮・廃棄物対策に関するキーワードである。
Reduce（リデュース）：減らす　
Reuse（リユース）：繰り返し
Recycle（リサイクル）：再資源化する
1.リデュース（ごみの発生抑制）、
2.リユース（再使用）、
3.リサイクル（ごみの再生利用）の優先順位で廃棄物の削減に努めるのがよいという考え方を示している。

## 概要
日本では、1991年に廃棄物処理法の改正と再生資源利用促進法（再生資源の利用の促進に関する法律）の制定により、廃棄物の排出抑制と再生利用が法的に明確に位置づけられた。その後、2000年（平成12年）に循環型社会形成推進基本法において3Rの優先順位の考え方が導入され、(1)リデュース (2)リユース (3)リサイクル (4)熱回収（サーマルリサイクル） (5)適正処分の優先順位で廃棄物処理およびリサイクルが行われるべきであると定めている。海外では、同様の優先順位を定める概念をwaste hierachyと呼んでいる。
2004年6月の主要国首脳会議（G8サミット）において、当時の内閣総理大臣・小泉純一郎は3Rを通じて循環型社会の構築を目指す「3Rイニシアティブ」を提案した。2005年4月には3Rイニシアティブ閣僚会合が開催され、アメリカ合衆国、ドイツ、フランスなど20か国の参加の下、3Rに関する取組みを国際的に推進するための議論が行われた。

## 補足
3Rに以下の言葉を加え、refuseを加えた4R、repairを加えた5R、または7Rなどと呼ぶ場合もある。
| 用語                     | 意味                                         |
| ------------------------ | -------------------------------------------- |
| range                    | 幅広い用途に用いる。                         |
| record                   | 自分の消費行動を記録して分析する。           |
| reforest                 | 再植林する。                                 |
| resort                   | 既に持っている物の別の使い道を探す。         |
| refresh with green-break | 環境保全型余暇を楽しむ。                     |
| refuse                   | 再生できない商品を拒む。                     |
| regulate                 | ふさわしくない製品を法律などで規制する。     |
| restore                  | 復元する。                                   |
| react                    | 環境保全型の生活に共鳴する。                 |
| reasonable management    | 適正に処分する。                             |
| rebuy                    | 中古品を買う。                               |
| recognize                | 廃棄物の種類を正しく分別する。               |
| reconvert to energy      | エネルギーに返還する。                       |
| recreate                 | 環境保全型余暇を楽しむ。                     |
| rename                   | 既にもっているものに別の役目を与える。       |
| refine                   | 分別する。                                   |
| reform                   | 服を仕立て直す。                             |
| regeneration             | 再生させる。                                 |
| remark                   | 社会に対して意見を述べる。                   |
| remove                   | 買う必要のないものを取り除く。               |
| remix                    | 既存の資源を再編集する                       |
| rental                   | 借りる。                                     |
| repair                   | 直して使う。                                 |
| request                  | 再生可能な製品を作るようメーカーに求める。   |
| resist                   | 環境破壊に抵抗する。                         |
| rethink                  | 不必要でないか再考する。                     |
| return                   | 空き瓶や携帯電話などを使用後に購入先に戻す。 |
| revert                   | 本来の姿に立ち戻る。                         |
| revenge                  | 環境破壊すると将来その代償を払うことになる。 |
| role                     | 自然界の中での人間の役割を考える。           |
| run out                  | 消耗品は最後まで使い切る。                   |

## 3R政策
3Rを進展させる政策。国レベルでは、環境省ならびに経済産業省が実施するものが多い。
- エコタウン事業
- サプライチェーン省資源化連携促進事業
- 循環ビジネス人材育成事業
- 地域3R支援事業